# Elliptio waltoni
Elliptio waltoni är en musselart som först beskrevs av Wright 1888.  Elliptio waltoni ingår i släktet Elliptio och familjen målarmusslor. IUCN kategoriserar arten globalt som otillräckligt studerad. Inga underarter finns listade i Catalogue of Life.